# Bezzia kiefferiana
Bezzia kiefferiana är en tvåvingeart som beskrevs av Maurice Emile Marie Goetghebuer 1934. Bezzia kiefferiana ingår i släktet Bezzia och familjen svidknott. Inga underarter finns listade i Catalogue of Life.